# P703i
FOMA P703i（フォーマ・ピー なな まる さん アイ）は、パナソニック モバイルコミュニケーションズ製のNTTドコモの第三世代携帯電話(FOMA)端末である。

## 概要
P702iの後継機種。自分らしさ、遊び心を演出する「Asymmetry（非対称）デザイン」で、背面液晶を境に左右が非対称となっている。またキーはネイルアートをした長い爪の女性でも押しやすい「Wave Tile Key」という立体形状のものである。
本機のボタンは白色に光る。
メール機能にも特徴があり、「リサとガスパール」など1,000件をプリインストールしている。新着メールの内容に応じてプライベートウィンドウにアニメーションが表示される「Feel Talk」に対応している。
文字入力機能も進化しており、P903i以前は入力候補の表示方法が以前は2分割されたエリアの中に表示されていたが、エリアが取り払われより多くの候補が表示できるようになった。
microSDカードに2 GBまで対応し、SD-Audio(AAC/AAC+SBR)は21時間の連続再生が可能となった。
機能は903iの機能の中では、着うたフル、メガiアプリ、おサイフケータイ、プッシュトークに対応。GPS、3Gローミングには対応しない。
| 主な対応サービス           | 主な対応サービス                    | 主な対応サービス         | 主な対応サービス                                |
| -------------------------- | ----------------------------------- | ------------------------ | ----------------------------------------------- |
| DCMX／おサイフケータイ     | うた・ホーダイ                      | 着うたフル／着うた       | デジタルオーディオプレーヤー(AAC)(SDオーディオ) |
| 直感ゲーム／メガiアプリ    | Music&Videoチャネル／ビデオクリップ | 3Gローミング             | プッシュトーク                                  |
| FOMAハイスピード           | GPS／ケータイお探し                 | デコメール／デコメ絵文字 | iチャネル                                       |
| 着もじ                     | テレビ電話／キャラ電                | 電話帳お預かりサービス   | フルブラウザ                                    |
| おまかせロック／バイオ認証 | 外部メモリーへiモードコンテンツ移行 | トルカ                   | iC通信／iCお引越しサービス                      |
| きせかえツール／マチキャラ | バーコードリーダ／名刺リーダ        | 2in1                     | エリアメール                                    |

## 歴史
- 2006年10月31日 電気通信端末機器審査協会による技術基準適合認定の設計認証（認証番号A06-0461001）[1]
- 2006年11月2日 テレコムエンジニアリングセンターによる技術基準適合証明の工事設計認証（工事設計認証番号001XYAA1294）[2]
- 2007年1月16日 D703i・F703i・N703iD・P703i・SH703i・SO703i・N703iμ・P703iμ・SO903iTV・D800iDSの開発を発表[3]
- 2007年2月2日 発売[4]
- 2007年10月16日 以下の不具合の修正がソフトウェアの更新でなされた。
  - 一部のPanasonic製SDミニコンポでmicroSDに録音した音楽データを再生すると再生エラーが発生する。